# Snooki & JWoww
Snooki & JWoww è un reality show statunitense prodotto da MTV, trasmesso dal 2012 al 2015. 
Rappresenta uno spin-off di Jersey Shore ed ha per protagoniste Nicole "Snooki" Polizzi e Jennifer "JWoww" Farley.

## Trama

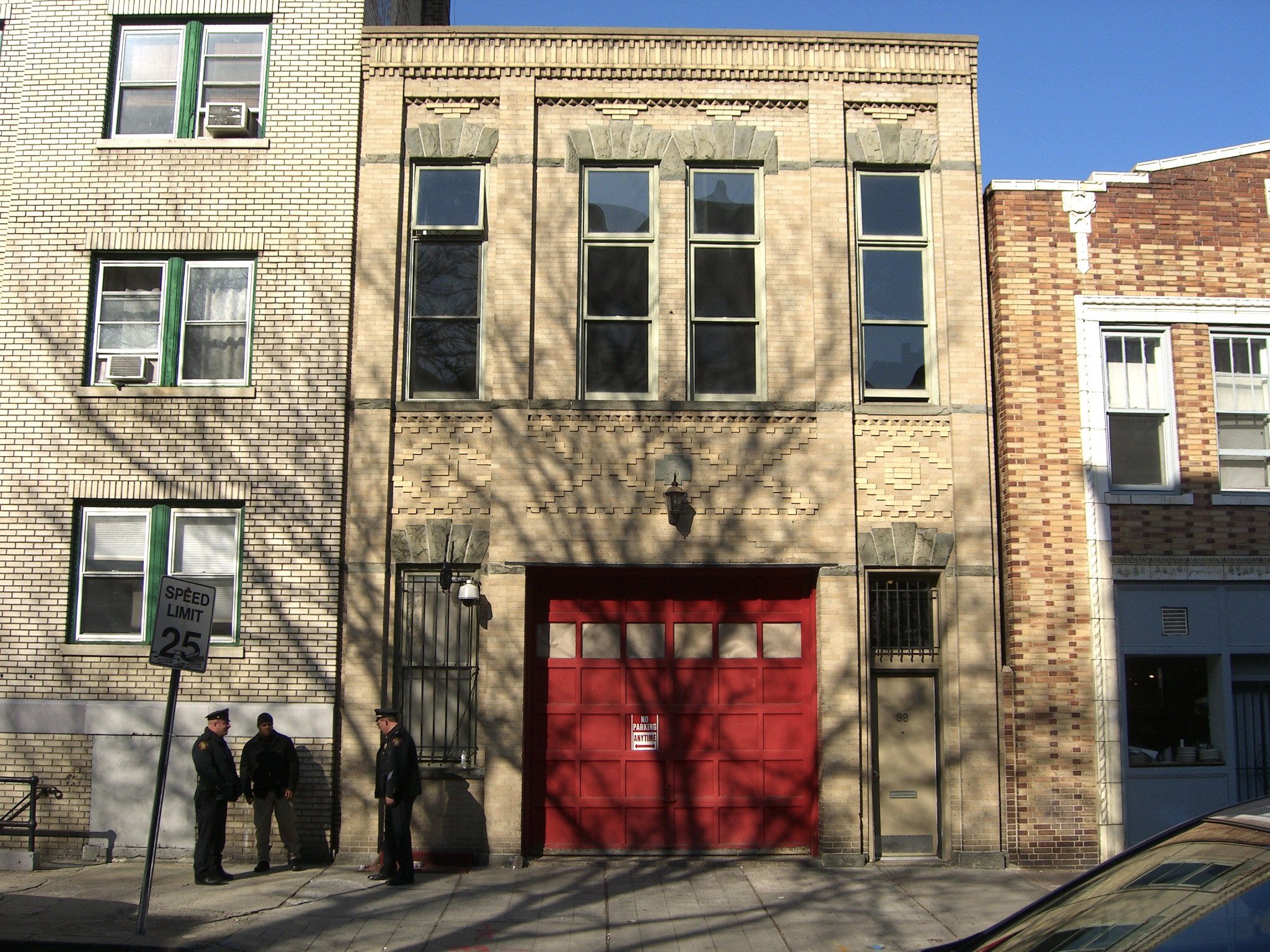
La casa di Jersey City in cui vivono Snooki & Jwoww

La serie documenta la vita delle migliori amiche Snooki e JWoww dopo il loro trasferimento in una casa di Jersey City (New Jersey), ex caserma dei pompieri. Oltre alla convivenza tra le due il reality documenta l'evolversi della relazione sentimentale tra JWoww e il fidanzato Roger Matthews, la gravidanza di Snooki e la sua relazione con Jionni LaValle, suo fidanzato e padre del bambino.

## Cast

### Protagoniste
- Nicole "Snooki" Polizzi (Voce italiana Loretta Di Pisa)
- Jennifer "JWoww" Farley (Voce italiana Annalisa Longo)

### Personaggi secondari
- Jionni LaValle (fidanzato di Snooki) (Voce italiana Paolo De Santis)
- Roger Matthews (fidanzato di JWoww) (Voce italiana Ruggero Andreozzi)

## Episodi

### Stagione 1
| n° | Titolo originale                                   | Titolo italiano                       | Prima TV America  | Prima TV Italia   |
| -- | -------------------------------------------------- | ------------------------------------- | ----------------- | ----------------- |
| 0  | Best Friends Forever                               | Snooki & Jwoww best friends forever   | 31 maggio 2012    | 15 settembre 2012 |
| 1  | Sorry Neighbors, Cause These Bitches Are Moving In | Vicini attenti, the bitches are back! | 21 giugno 2012    | 17 settembre 2012 |
| 2  | What Did I Get Myself Into?                        | In cosa mi sono cacciata?             | 28 giugno 2012    | 17 settembre 2012 |
| 3  | It Looks Like a Little Meatball                    | Sembra una piccola polpetta           | 5 luglio 2012     | 24 settembre 2012 |
| 4  | Guess Who's Coming To Dinner                       | Indovina chi viene a cena             | 12 luglio 2012    | 24 settembre 2012 |
| 5  | Sober Party of One                                 | Festa sobria                          | 19 luglio 2012    | 1º ottobre 2012   |
| 6  | Calm Down Hormonal                                 | Ormoni in subbuglio                   | 26 luglio 2012    | 1º ottobre 2012   |
| 7  | Meet the In-Laws                                   | A cena coi suoceri                    | 2 agosto 2012     | 8 ottobre 2012    |
| 8  | Cancun Is Not A Island                             | Cancun non è un'isola                 | 9 agosto 2012     | 8 ottobre 2012    |
| 9  | Sitting Alone In A Hotel Room Sucks                | Sola in una stanza d'albergo          | 16 agosto 2012    | 15 ottobre 2012   |
| 10 | Thick and Thin, I Think?                           | Coppie infernali                      | 23 agosto 2012    | 15 ottobre 2012   |
| 11 | My Baby is Boring!                                 | Il mio bambino è noioso               | 30 agosto 2012    | 22 ottobre 2012   |
| 12 | The End?                                           | La fine?                              | 13 settembre 2012 | 22 ottobre 2012   |

#### Trama Episodi

##### Snooki & JWoww best friends forever
La puntata è uno speciale in anteprima del programma in sé, infatti è costituita da molti flashback : Snooki e JWoww ricordano la loro permanenza a Jersey Shore, da quando si sono incontrate per la prima volta a tutte le loro pazzie insieme nel programma, ripercorrendo perciò le fasi della loro amicizia e anche delle loro relazioni con Jionni e Roger.

### Stagione 2
La seconda stagione del docu-reality Snooki & Jwoww viene trasmessa negli Stati Uniti d'America dall'8 gennaio al 2 aprile 2013,su MTV.
In Italia, viene trasmessa dal 24 giugno al 9 settembre 2013,ogni lunedì, su MTV Italia e in anteprima online sul sito mtvondemand.it dal 21 giugno al 7 settembre 2013.
| n° | Titolo originale                  | Prima TV America | Prima TV Italia  |
| -- | --------------------------------- | ---------------- | ---------------- |
| 1  | New Beginnings                    | 8 gennaio 2013   | 24 giugno 2013   |
| 2  | Pregnant Problems                 | 15 gennaio 2013  | 1º luglio 2013   |
| 3  | Last Call at Club Uterus          | 22 gennaio 2013  | 8 luglio 2013    |
| 4  | Now What?                         | 29 gennaio 2013  | 15 luglio 2013   |
| 5  | Maine Squeeze                     | 5 febbraio 2013  | 22 luglio 2013   |
| 6  | The Honeymoon Is Over             | 12 febbraio 2013 | 29 luglio 2013   |
| 7  | Turning Over a New League         | 19 febbraio 2013 | 5 agosto 2013    |
| 8  | Between a Rock and a Hard Place   | 26 febbraio 2013 | 12 agosto 2013   |
| 9  | Taking the Plunge                 | 12 marzo 2013    | 19 agosto 2013   |
| 10 | I'm a Good Fiancé and I'm a Mom!  | 19 marzo 2013    | 26 agosto 2013   |
| 11 | I Might Not Be Engaged After This | 26 marzo 2013    | 2 settembre 2013 |
| 12 | All's Well That Ends Well?        | 2 aprile 2013    | 9 settembre 2013 |